# わたしに運命の恋なんてありえないって思ってた
『わたしに運命の恋なんてありえないって思ってた』（わたしにうんめいのこいなんてありえないっておもってた）は、2016年12月20日に、カンテレ（関西テレビ）制作・フジテレビ系でクリスマスドラマスペシャルとして放送された日本のテレビドラマである。略称は「わた恋」。

## あらすじ
恋愛シミュレーションゲームプランナーの妄想女子と、女心が全く分からない社長の王道ラブコメディ。
意見がすれ違っていた二人だが、いつの間にか惹かれ合っていく。

## 登場人物
白野 莉子
演 - 多部未華子
恋愛シミュレーションゲームプランナー。恋愛で過去に辛い思いをしており、現実の男には全く期待していない。
黒川 壮一郎
演 - 高橋一生
社長。桃瀬に恋をしているが、女心がまるでわからない。
桃瀬 はるか
演 - 大政絢
黒川の部下。
緑谷 拓
演 - 志尊淳
黒川の部下。
長谷川 祐介
演 - 山田裕貴
白野の高校時代の彼氏。
ケンジ役の俳優
演 - 忍成修吾
トレンディドラマ「東京とラブの真ん中で」の主役。
灰原 源次郎
演 - 田中要次
黒川行きつけのブックカフェのマスター。
その他
東加奈子、朝倉えりか、まりゑ、川面千晶、瀬戸さおり、水森コウ太、望月綾乃、伊藤祐輝、工藤美桜、齋藤めぐみ、奥仲麻琴、川上友里、百瀬朔、岡本信彦 ほか

## スタッフ
- 脚本 - 大島里美
- 演出 - 波多野貴文
- 撮影 - 神田創
- 音楽 - 眞鍋昭大
- イラスト - 山田シロ、雫下ユカ、白石春弥、増谷梨紗、Amy Su、月野うた、胡桃、カトーナオ、にじょう彰、空爽矢、sherry
- 取材協力 - 武石幸之助、市川春菜、塚本真由美、神田優、MERY、iSTYLE
- 台詞引用 - 山田玲司「Bバージン」(小学館)
- 劇中本協力 - エドモン・ロスタン（訳・渡辺守章）「シラノ・ド・ベルジュラック」(光文社古典新訳文庫)
- 小道具協力 - スタージュエリー
- VFX - エヌ・デザイン
- 技術協力 - 東通、ナックイメージテクノロジー、タムコ
- 照明協力 - フジ・メディア・テクノロジー
- 美術協力 - アックス、東京美工
- 小道具 - 京阪商会
- プロデューサー - 萩原崇(カンテレ)、長谷川晴彦(ROBOT)
- 制作プロダクション - ROBOT
- 制作 - カンテレ、博報堂DYミュージック&ピクチャーズ